# Брук Доног'ю
Брук Доног'ю (англ. Brooke Donoghue, нар. 6 січня 1995) — новозеландська веслувальниця, олімпійська чемпіонка 2024 року, срібна призерка Олімпійських ігор 2020 року, дворазова чемпіонка світу.

## Виступи на Олімпіадах
| Олімпіада  | Дисципліна   | Місце |
| ---------- | ------------ | ----- |
| Токіо 2020 | парні двійки | 2     |
| Париж 2024 | парні двійки | 1     |

## Зовнішні посилання
- Брук Доног'ю [Архівовано 29 вересня 2021 у Wayback Machine.] на сайті FISA.